# Asplenium phillipsianum
Asplenium phillipsianum är en svartbräkenväxtart som först beskrevs av Jenő Béla Kümmerle och fick sitt nu gällande namn av Sarmukh Singh Bir.
Asplenium phillipsianum ingår i släktet Asplenium och familjen Aspleniaceae. Inga underarter finns listade i Catalogue of Life.

## Bildgalleri

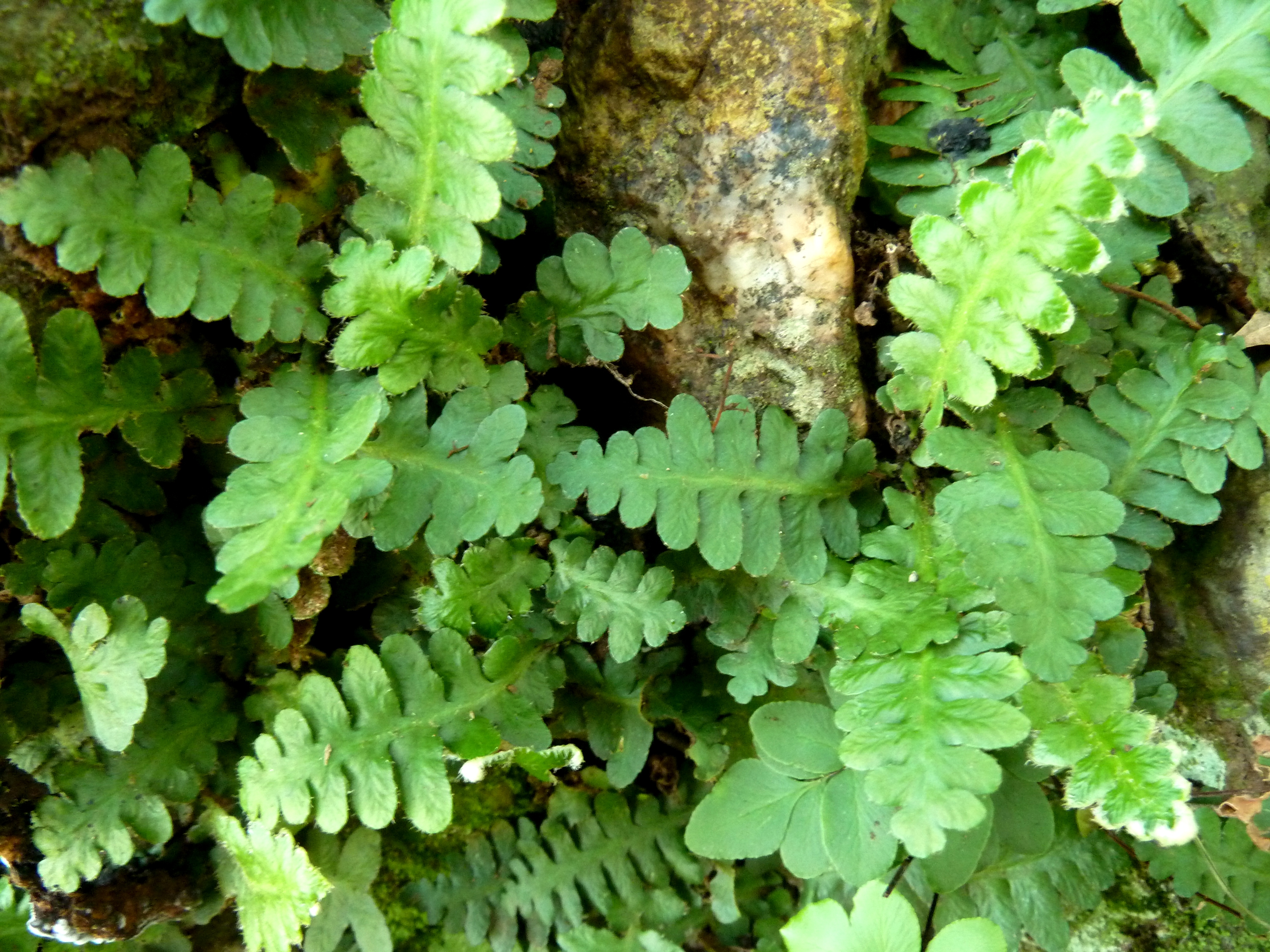